# 서하늬
서하늬(1986년 2월 25일~)는 대한민국의 레이싱모델이다.

## 방송
- 익스트림 서바이벌 레이싱퀸 2 (2011) - Top15